# Pecorino rosso
Il pecorino rosso, in siciliano picurinu russu, è un formaggio di latte di pecora a pasta filata, prodotto in Sicilia.
È una produzione tipica siciliana, come tale è stata ufficialmente riconosciuta e inserita nella lista dei prodotti agroalimentari tradizionali italiani (P.A.T) del Ministero delle politiche agricole alimentari e forestali (Mipaaf).
In Italia altri formaggi sono chiamati con lo stesso nome sia in Toscana che in Sardegna. Al contrario del pecorino rosso, storicamente siciliano, che deve il suo nome alla stagionatura fatta con il sugo di pomodoro, questi altri formaggi sono semplicemente dei pecorini, ai quali durante la produzione si aggiunge lo zafferano o il peperoncino.

## Caratteristiche
Il nome deriva dalla caratteristica particolare ed unica del pecorino rosso di essere strofinato durante la stagionatura, oltre che con l'olio di oliva, anche con il sugo di pomodoro, che gli conferisce il tipico colore rosso. Il trattamento è fatto a mano, cominciando a spalmare le forme quando il formaggio ha circa due mesi e la sua pasta è ancora tenera e fresca. L'impasto di olio e sugo di pomodoro, che viene spalmato, crea sulla buccia uno strato protettivo, che comunque lascia 'respirare' il formaggio per tutta la durata della stagionatura. Tale procedimento implica che la stagionatura minima sia quella media (secondosale) ed esclude le tume e i primisali.